# Heterogorgia verrucosa
Heterogorgia verrucosa är en korallart som beskrevs av Addison Emery Verrill 1868. Heterogorgia verrucosa ingår i släktet Heterogorgia och familjen Plexauridae. Inga underarter finns listade i Catalogue of Life.